# Дорошевица
Дорошевица — деревня в Верховажском районе Вологодской области.
Входит в состав Шелотского сельского поселения, с точки зрения административно-территориального деления — в Шелотский сельсовет.
Расстояние по автодороге до районного центра Верховажья — 72,5 км, до центра муниципального образования Шелоты — 3 км. Ближайшие населённые пункты — Гарманово, Доронинская, Денисовская.
По переписи 2002 года население — 8 человек.